# Sapir–Whorf-hipotézis
A Sapir–Whorf-hipotézis (más néven nyelvi relativizmus, vagy nyelvi metafizika) a nyelvészet illetve a pszichológia egy elmélete, mely kimondja, hogy az anyanyelv nem csupán a gondolataink formába öntésére szolgáló eszköz, hanem azt is alapvetően meghatározza, hogy milyenné válik a gondolkodásunk. Eszerint a más-más anyanyelvűek másképp szemlélik a világot: mást vesznek észre belőle, másképp elemzik a jelenségeket, másképp érvelnek, egyáltalán más alapokra épül a tudatuk.
A hipotézis Edward Sapir német, illetve Benjamin Whorf amerikai nyelvészek nevét viseli.

## Története

### A hipotézis születése
A gondolatot, hogy a nyelv befolyásolhatja, meghatározhatja használójának világképét, először Wilhelm von Humboldt (1767-1835) német nyelvész, polihisztor vetette fel a 19. század elején: „minden nyelvben sajátos világszemlélet rejlik”. A nyelvi relativizmus a 20. század közepére ismert és széles körben elfogadott nyelvészeti-kognitív szemlélet lett.
Edward Sapir a A nyelvészet mint tudomány című munkájában így fogalmaz: „Naiv dolog azt hinni, hogy az emberek a valósághoz a nyelv nélkül viszonyulnak, s hogy a nyelv csupán a kommunikáció és a reflexió alkalmi eszköze. A való helyzet az, hogy a világképet jelentős mértékben a nyelv határozza meg. Nincs két olyan nyelv, mely ugyanannak a társadalmi valóságnak a kifejezője volna.”
Benjamin Whorf azt hangsúlyozza, hogy az anyanyelvünk által lefektetett vonalak mentén tagoljuk a természetet. „A kategóriákat és típusokat, melyeket a jelenségek világából elkülönítünk, nem készen találjuk, nem azért jönnek létre, mert mintegy kiszúrják a szemünket. Ellenkezőleg, a világ a benyomások kaleidoszkopikus áramlataként jelenik meg, amit pszichikumunknak kell elrendeznie. Ezt a munkát a pszichikum nagyrészt a nyelvi rendszer segítségével teljesíti. A természetet úgy szabdaljuk föl, úgy szervezzük fogalmakba, úgy tulajdonítunk jelentéseket neki, ahogy azt egy megegyezés előírja számunkra. Egy olyan megegyezés, amely beszédközösségünkben mindenütt érvényes, és nyelvünk mintáiban kodifikálódott. A megegyezés természetesen nincs nyíltan megfogalmazva, azonban tételei abszolút mértékben kötelező érvényűek: anélkül, hogy elfogadnánk az adatoknak a megegyezés által előírt elrendezését és osztályozását, nem tudunk beszélni.”[forrás?]
A nyelvek összehasonlító vizsgálata a kulturális antropológián belül indult meg. A kultúrák sajátos szimbolikája ugyancsak kínálkozott kommunikációelméleti értelmezésre. Az összehasonlító kulturális vizsgálatok során felvetődött olyan hipotézis is, hogy a nyelv struktúrája és szemléleti módja – amely a nyelvben felnövő és élő személyiség számára adott – meghatározza a valóságlátást, a külvilág összefüggéseinek percepcióját. Ez a hipotézis Edward Sapir nyelvész és antropológus és diákja Benjamin Whorf nevéhez fűződött. Ők amerikai indián nyelvek összehasonlító vizsgálata alapján feltételezték, hogy a tér, az idő és az okság a priori jellegű kategóriái is nyelvi eredetűek, és a civilizált társadalmakban megszokott formájuk csak egy változat a lehetséges több más változat között. Az amerikai indián nyelvek, illetve kultúrák valóságszemlélete, tér-, idő- és okságfelfogása más, mint az európaiaké (a SAE – Standard Average European – kultúráké). A Sapir–Whorf-hipotézis új oldalról mutatta a kommunikáció fontosságát. Az ilyen általános, a nyelv ismeretelméleti kérdéseit tárgyaló nézeteket metalingvisztika néven szokták emlegetni (például Wolf, 1952, 1961).

### Jelenlegi megítélése
A nyelvi relativitás elmélete mellett szólnak azok a kísérleti eredmények is, amelyek igazolják, hogy a néven nevezett tárgyakat könnyebben ismerjük fel és könnyebben emlékszünk vissza rájuk, vagyis könnyebben végzünk velük gondolati műveleteket, mint az olyan tárgyakkal, amelyeknek nincs világos szemantikai címkéjük.
A Sapir–Whorf-hipotézis azonban egyelőre csak föltevés, hiszen még nem sikerült minden kétséget kizáróan bebizonyítani. A föltevés ellenőrzését nehezíti, hogy az eltérő anyanyelvű emberek szükségszerűen más-más kulturális környezetben nőnek föl, ezért nem állapítható meg teljes biztonsággal, hogy a gondolkodásbeli különbségekért pusztán a nyelvek eltérő sajátosságai, vagy inkább bizonyos összetett kulturális hatások a felelősek.
A nyelv nem zárja az embereket egy áthatolhatatlan falú megismerési univerzumba. Valóban léteznek azok a különbségek, hogy mit lehet mondani a különböző nyelveken, de ezeknél lényegesebbek azok, hogy mit lehet viszonylag könnyen kifejezni, azaz gondolni, hiszen – bár kétségkívül nagyobb gondolati erőfeszítéssel – végső soron Whorf is képes volt megérteni a hopi indiánokat, és a különböző nyelvek közötti fordítások elé sem tornyosul áthághatatlan akadály. A nyelvi relativitáselmélet maradandó értékének ma nem a nyelv által történő valóság-, illetve kultúra-konstrukció gondolatát tekintjük, hanem azt, hogy felhívta a figyelmet nyelv és kultúra szoros kölcsönhatására.

## Nyelvi, kulturális különbségek
A nyelvi-kulturális különbségek legnyilvánvalóbban a szókincsben mutatkoznak meg. Az eszkimóknak – legalábbis a legenda szerint – gazdag szókincse van a különböző hófajták vagy a bálnák típusainak leírására, az afrikai maszáj nyelvben a tehén tizenhét szóval jelölhető, Burmában a rizs húsz fajtájára húsz külön szó létezik, az arab nyelvben a tevével több száz szó áll kapcsolatban stb. Míg a kvakiutl indiánok az életük szempontjából fontosnak tűnő minden lehetséges helynek nevet adnak, az eszkimók meglehetősen szűkösen bánnak a helynevekkel. A kvakiutl nyelvben könnyű leíró neveket alkotni, mert igen gazdag helyhatározó toldalékokban. A kvakiutl indián meg tudja különböztetni az életterében lévő szigeteket úgy, hogy a sziget szóhoz egyszerűen egy toldalékot fűz, mivel léteznek olyan szóképző toldalékok, mint "középen", "szélénél" vagy "mögött". Ezzel szemben az eszkimó nyelvben nincsenek ilyenek; ha egy helyet "Középső sziget"-nek neveznének, bonyolult körülírást kellene alkalmazniuk.
Vajon az a körülmény, hogy az eszkimó halász, aki nyelvének strukturális sajátossága miatt nem tud könnyedén beszélni egy helyről, amit a kvakiutl halász tömören úgy nevez, hogy "Három körtefa a folyó szájánál", azt jelenti-e, hogy az eszkimók figyelmét és gondolatait kevésbé kelti fel egy ilyen hely?
Könnyen belátható, hogy az elnevezéseknek ez a gazdagsága az adott tárgyaknak a természethez való alkalmazkodásban betöltött fontos szerepével függ össze. A társadalmi kapcsolatok kultúrára jellemző szerveződése is megragadható a szókincsben. A japán személyes névmások a személyes kapcsolatok sokkal finomabb megkülönböztetését teszik lehetővé, mint az európai nyelvek névmásai, az angol jóval több kifejezést használ a humorra, mint a német stb.
Whorf a hopi indiánok nyelvét az európai nyelvekkel összehasonlítva kimutatta, hogy a nyelv szerkezeti különbségei világszemléleti különbségeknek felelnek meg. A hopi nyelvben nincsenek az európai nyelvekben megszokott igeidők, mint múlt, jelen, jövő. Ezzel szemben a jelen idő kifejezésére sokkal szélesebb választék áll a hopik rendelkezésére.
Egy további különbség az idiomatikus szerkezetekben nyilvánult meg. Az európai nyelvekben idiomatikusan alkalmaznak téri metaforákat az időtartam jelölésére, "hosszan beszél" vagy "rövid időköz", míg a hopi nyelvből hiányoznak a képzeletbeli tér metaforái a nem téri tulajdonságokra.
Mindezek a nyelvi szerkezeti különbségek arra utalnak, hogy az európai nyelvekben tükröződő nyugati kultúrával szemben, amelynek centrális tengelye az idő és a tér, a hopi kultúrában élő emberek nyelvükből eredően az események egymásra következésének fogalmaiban gondolkodnak. Az időt nem tekintik mérhetőnek vagy olyasvalaminek, aminek határpontjai lehetnek. Eltérően a nyugati kultúrától, az időnek nincs értéke, hopi nyelven nem lehet időt vesztegetni vagy spórolni, adni vagy venni. A hopi kultúrában az a fontos, ahogyan az események követik egymást. Ha például egy növényt elültetnek, az a lényeges, hogy kinőjön, nem pedig az idő, ami alatt kinő. A hopi embert házépítéskor az foglalkoztatja, hogy az események megfelelő sorrendben történjenek, szemben az európaival, akit elsősorban az érdekel, hogy mikorra épül fel a háza.

## Kísérletek
1. Egy kísérletben kétnyelvű japán nők vettek részt, akikkel egy ugyancsak kétnyelvű kérdezőbiztos készített interjút két egymást követő alkalommal. A kérdések mindkét esetben azonosak voltak, azzal a különbséggel, hogy egyszer japánul, másszor angolul zajlott az interjú. Az eltérő nyelvhasználat jelentős változást okozott a vizsgálati személyek gondolkodásmódjában, amit az alábbi példák szemléltetnek:
Amikor vágyaim összeütközésbe kerülnek családom vágyaival…

…ez nekem boldogtalanságot okoz. (japán)

…megpróbálom valóra váltani vágyaimat. (angol)

Az igazi barátoknak…

…segíteniük kell egymást. (japán)

…őszintének kell lenniük egymáshoz. (angol)
2. Az eltérő anyanyelvű emberek szükségszerűen más-más kulturális környezetben nőnek föl, ezért nem állapítható meg teljes biztonsággal, hogy a gondolkodásbeli különbségekért pusztán a nyelvek eltérő sajátosságai, vagy inkább bizonyos összetett kulturális hatások a felelősek. Úgy látszott, ez kibogozhatatlan csomó, ám a közelmúltban John R. Skoyles brit kutató, a London School of Economics munkatársa meglepő új adatokkal állt elő. Megtalálni vélte azt a két embercsoportot, amelyeknek tagjai azonos kulturális közegben nőnek föl, mégis eltérő nyelvet használnak. Az egyikbe azok a született siket gyermekek tartoznak, akiknek a szülei szintén siket, a másikba azok, akiknek a szülei ép hallásúak. Skoyles szerint az egyazon társadalomban felnövő siket gyermekeket egyforma kulturális hatások érik, ám a siket szülők jól beszélik a jelnyelvet, és ennek árnyalt használatára gyermeküket is meg tudják tanítani, a halló szülők viszont – legalábbis eleinte – csak sokkal kezdetlegesebb módon tudnak "beszélni" siket gyermekükkel. Vajon van-e különbség e két – egymástól sajátosan eltérő nyelvi környezetben felnövő – csoport gondolkodása között?
Képzeljünk el egy kísérletet: a pszichológus kezében levő játékbaba beletesz egy golyót az asztalon álló kosárkába, majd elmegy. Amíg a baba távol van, a kísérletvezető a golyót áthelyezi egy dobozba. Vajon amikor a baba visszatér, hol fogja keresni a golyót? Ezt a feladatot (az autistákat kivéve) 4 éves életkor felett gyakorlatilag mindenki meg tudja oldani. Épp ezért megdöbbentő, hogy a halló szülők által nevelt siket gyermekek nagyon rosszul teljesítenek ebben a próbában, a siket szülők siket gyermekei viszont jól. Skoyles szerint ez bizonyíték lehet a Sapir-Whorf-féle föltevés mellett: a szegényes jelnyelvet anyanyelvként elsajátító gyermekek vagy egyáltalán nem, vagy csak később képesek megfelelően gondolkodni bonyolultabb és elvontabb dolgokról.

## Az irodalomban
George Orwell ezt a jelenséget használta ki disztópiájában az újbeszél nyelv megalkotásakor, aminek célja az emberek gondolkodásának befolyásolása a nyelv radikális leegyszerűsítésével, pusztításával oly módon, hogy szinte lehetetlen legyen, hogy bárkinek pártellenes gondolatai szülessenek, ezáltal fenntarthatóvá válhat a totális diktatúra.